# Балахчі Федір Федорович
Фе́дір Фе́дорович Балахчі́ (нар. 27 листопада 1972 — 14 серпня 2018) — старший матрос Збройних сил України, учасник російсько-української війни.

## Життєпис
Народився 1972 року в Сартані (підпорядковане місту Маріуполь, Донецька область). Працював водієм.
На фронті з 2014-го, служив у частині ДПСУ, 2016 року вступив на військову службу за контрактом до ЗСУ. Старший матрос, водій 1-го гранатометного відділення взводу вогневої підтримки 2-ї роти морської піхоти 503-го батальйону.
Увечері 14 серпня 2018-го загинув у польовому таборі ЗСУ поблизу села Гнутове під час масованого артилерійського та мінометного обстрілу терористами. Ще троє військовиків зазнали осколкових поранень, серед них 20-річна дівчина-зв'язківець (теж із Маріуполя).
16 серпня 2018 року в місті Маріуполь відбулося прощання та поховання.
Без Федора лишились батьки, дружина, двоє дорослих дітей і внук.

## Нагороди та вшанування
- указом Президента України № 47/2019 від 28 лютого 2019 року «за особисту мужність і самовіддані дії, виявлені у захисті державного суверенітету та територіальної цілісності України, зразкового виконання військового обов'язку» — нагороджений орденом «За мужність» III ступеня (посмертно)[1].